# Кариљио (Козенца)
Кариљио је насеље у Италији у округу Козенца, региону Калабрија.
Према процени из 2011. у насељу је живело 441 становника. Насеље се налази на надморској висини од 212 м.